# Head over Heels (album av Cocteau Twins)
Head Over Heels är ett musikalbum av den brittiska musikgruppen Cocteau Twins, utgivet 1983.

## Låtlista
Samtliga låtar skrivna av Elizabeth Fraser och Robin Guthrie.
1. "When Mama Was Moth" - 3:06
2. "Five Ten Fiftyfold" - 4:59
3. "Sugar Hiccup" - 3:42
4. "In Our Angelhood" - 2:59
5. "Glass Candle Grenades" - 2:44
6. "In the Gold Dust Rush" - 3:41
7. "The Tinderbox (Of a Heart)" - 4:57
8. "Multifoiled" - 2:36
9. "My Love Paramour" - 3:39
10. "Musette and Drums" - 4:39